# Åke Green (politiker)
Hans Åke Herbert Green, född 2 augusti 1937 i Avesta, död 17 november 2012 i Norberg-Karbennings församling, Västmanlands län, var en svensk studieombudsman och socialdemokratisk riksdagspolitiker.
Green var ledamot av riksdagens andra kammare 1969–1970, invald i Kopparbergs läns valkrets. Från 1971 var han ledamot av den nya enkammarriksdagen.